# Deandre Kerr
Deandre Kerr (Toronto, 2002. november 29. –) kanadai korosztályos válogatott labdarúgó, a Toronto csatára.

## Pályafutása

### Klubcsapatokban
Kerr a kanadai Toronto városában született. Az ifjúsági pályafutását a helyi Toronto akadémiájánál kezdte.
2022-ben mutatkozott be a Toronto észak-amerikai első osztályban szereplő felnőtt keretében. Először a 2022. február 26-ai, Dallas ellen 1–1-es döntetlennel zárult mérkőzésen lépett pályára. Első gólját 2022. április 24-én, a New York City ellen idegenben 5–4-re elvesztett találkozón szerezte meg.

### A válogatottban
Kerr 2019-ben tagja volt a kanadai U17-es válogatottnak.

## Statisztikák
2023. március 12. szerint
| Klub     | Szezon   | Osztály  | Bajnokság | Bajnokság | Kupa  | Kupa | Nemzetközi | Nemzetközi | Összesen | Összesen |
| Klub     | Szezon   | Osztály  | Meccs     | Gól       | Meccs | Gól  | Meccs      | Gól        | Meccs    | Gól      |
| -------- | -------- | -------- | --------- | --------- | ----- | ---- | ---------- | ---------- | -------- | -------- |
| Toronto  | 2021     | MLS      | 26        | 3         | 1     | 0    | —          | —          | 27       | 3        |
| Toronto  | 2022     | MLS      | 1         | 1         | 0     | 0    | —          | —          | 1        | 1        |
| Összesen | Összesen | Összesen | 27        | 4         | 1     | 0    | 0          | 0          | 28       | 4        |

## Sikerei, díjai
Toronto
- Kanadai Kupa
  - Győztes (1): 2020
  - Döntős (2): 2022, 2024

Egyéni
- Kanadai Kupa – Gólkirály: 2024 (5 góllal)